# Епархия Васаи
Епархия Васаи (лат. Dioecesis Vasaiensis) — епархия Римско-католической церкви c центром в городе Васаи, Индия. Епархия Васаи входит в митрополию Бомбея. Кафедральным собором епархии Васаи является собор Пресвятой Девы Марии.

## История
22 мая 1998 года Римский папа Иоанн Павел II выпустил буллу Cum ad aeternam, которой учредил епархию Васаи, выделив её из архиепархии Бомбея.

## Ординарии епархии
- епископ Thomas Dabre (22.05.1998 — 4.04.2009) — назначен епископом епархии Пуны;
- епископ Felix Anthony Machado (10.11.2009 — по настоящее время).

## Источник
- Annuario Pontificio, Ватикан, 2007
- Булла Cum ad aeternam  (лат.)